# Ampelion
Genre
Ampelion est un genre d'oiseaux de la famille des Cotingidae.

## Liste des espèces
Selon la classification de référence du Congrès ornithologique international (version 7.3, 2017) :
- Ampelion rubrocristatus (d'Orbigny & Lafresnaye, 1837)
- Ampelion rufaxilla (Tschudi, 1844)
  - Ampelion rufaxilla antioquiae (Chapman, 1924)
  - Ampelion rufaxilla rufaxilla (Tschudi, 1844)